# Fantagio
Fantagio Corp. (coréen: 주식회사 판타지오) est une agence sud-coréenne de talent et de production de films et de théâtre. La société a été fondée en septembre 2008 sous le nom de N.O.A Entertainment ("Network of Asia") avant d'être renommée Fantagio en juin 2011,.

## Filiales

### Madin Entertainment
En janvier 2011, Fantagio fonde Madin Entertainment, une division de production cinématographique. À partir de 2015, Fantagio a dirigé plus de 50 acteurs et actrices.

### Fantagio Pictures
Fantagio Pictures est une production cinématographique et télévisée qui a été fondée en novembre 2011 avec d'autres filiales Fantagio Music et Solid C&M. Fantagio Pictures est crédité de la production ou de la coproduction des œuvres suivantes,:
- Finding Kim Jong-wook (2010)
- The Crucible (également connu sous le nom de Dogani ou Silenced) (2011)
- Love Fiction (2012)
- Adrenalin (XTM série) (2012)
- 577 Project (2012)
- Bokbulbok after school (drama mobile, aussi connu sous le nom de After School: Lucky or Not) (2012)
- Fasten Your Seatbelt (2013)
- Cunning Single Lady (série MBC) (2014, avec IOK Media)
- Liar Game (tvN série) (2014, avec Apollo Pictures)
- To Be Continued (2015)
- Idol Fever (2017)

### Fantagio Music
Fantagio Music est un label et une division de production musicale. En mai 2012, Fantagio a lancé le girl group Hello Venus avec Tricell Media, une coentreprise avec Pledis Entertainment; elle a été dissous en 2014 et Hello Venus a continué sous Fantagio Music,. Le 23 février 2016, ils débutent le boys band ASTRO.En 2017,ils debutent le girls band,Weki Meki. Le 15 Juin 2023, Fantagio débute son nouveau boy group LUN8.

### Solid C&M
Solid C&M est une division de Fantagio pour les franchises de restaurant, l'éducation, la distribution et d'autres entreprises. Cafe Fantagio a été lancé en septembre 2012, et Fantagio a également investi dans le restaurant de dessert franchise Mango Six,.
Le 4 mars 2013, le fondateur Na Byeong-jun a créé l'Académie de formation des managers de Fantagio, qui vise à former de futurs managers de célébrités par le biais d'un programme comprenant des cours de cinéma et des relations avec les médias,.

## Artistes

### Acteurs
- Baek Seo-bin
- Baek Yoon-sik
- Cha Eun-woo (Astro)
- Choi Jun-young
- Choi Yoo-jung (Weki Meki)
- Choi Yun-la
- Chu Ye-jin
- Eun Hae-seong
- Han Gi-chan
- Ji Geon-woo
- Jin Su-hyun
- Joe In
- Kang Hae-lim
- Kim Do-gyung
- Kim Doyeon (Weki Meki)
- Kim Geun-su
- Kim Hyun-seo
- Kim Mi-hwa
- Kim Nu-rim
- Lee Jong-uk
- Lee Seo-young
- Lim Hyun-sung
- Moon Bin (Astro) (Ancien membre) (2016—2023) (†)
- Moon Yoo-bin
- Ong Seong-wu
- Park Ye-rin
- Rocky (Astro) (Ancien membre) (2016—2023)
- Yoon Jeong-hyuk
- Yon San-ha (Astro)
- Yu Na-gyeol

### Artistes musicaux
Groupes
- Astro
- Weki Meki
- LUN8

Sous-groupes
- Astro - Moonbin & Sanha
- Astro - JinJin & Rocky
- LUN8 - LUN8wave

Solistes
- Ong Seong-wu
- Choi Yoo-jung (Weki Meki)
- Cha Eun-woo (Astro)